# Robin Hayes

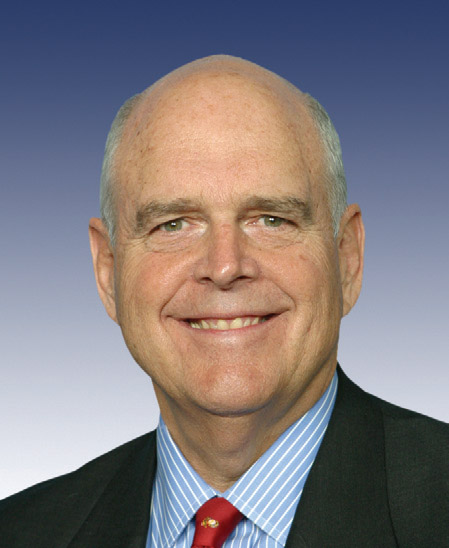
Robin Hayes (2005)

Robert Cannon „Robin“ Hayes (* 14. August 1945 in Concord, North Carolina) ist ein US-amerikanischer Politiker. Zwischen 1999 und 2009 vertrat er den Bundesstaat North Carolina im US-Repräsentantenhaus.

## Werdegang
Robin Hayes studierte bis 1967 an der Duke University in Durham.  Danach begann er als Mitglied der Republikanischen Partei eine politische Laufbahn. Im Jahr 1978 wurde er in den Stadtrat von Concord gewählt; zwischen 1992 und 1996 saß er als Abgeordneter im Repräsentantenhaus von North Carolina. Im Jahr 1996 strebte er erfolglos die Nominierung seiner Partei für die Gouverneurswahlen an.
Bei den Kongresswahlen des Jahres 1998 wurde Hayes im achten Wahlbezirk von North Carolina in das US-Repräsentantenhaus in Washington, D.C. gewählt, wo er am 3. Januar 1999 die Nachfolge von Bill Hefner antrat. Nach vier Wiederwahlen konnte er bis zum 3. Januar 2009 fünf Legislaturperioden im Kongress absolvieren. In diese Zeit fielen die Terroranschläge am 11. September 2001, der Irakkrieg und der Militäreinsatz in Afghanistan. Hayes war Mitglied im Landwirtschaftsausschuss, im Streitkräfteausschuss, im Ausschuss für Transport und Infrastruktur sowie in insgesamt acht Unterausschüssen.
Bei den Wahlen des Jahres 2008 unterlag Hayes dem Demokraten Larry Kissell. Seit dem 15. Januar 2011 ist er als Nachfolger von Tom Fetzer Vorsitzender der Republikanischen Partei in North Carolina. Hayes ist verheiratet und lebt in Concord. Er ist auch Besitzer einer Strumpfwarenfabrik in Mount Pleasant.
2019 wurde Hayes wegen einer Falschaussage zu einer einjährigen Haftstrafe verurteilt. Am 20. Januar wurde Hayes von US-Präsident Donald Trump begnadigt.